# Юрино (смт)
Ю́рино (рос. Юрино, марій. Йӱрнӧ) — селище міського типу, центр Юринського району Марій Ел, Росія. Адміністративний центр та єдиний населений пункт Юринського міського поселення.

## Населення
Населення — 3465 осіб (2010; 4251 у 2002).